# Західносемітські мови
Західносемітські мови — це група семітських мов згідно з запропонованою класифікацією стародавніх семітських мов, термін вперше ввів у 1883 році Фріц Хоммель.
Ця класифікація, яка підтримується такими семітологами, як Роберт Хетцрон і Джон Хюнергард, ділить сім'ю семітських мов на дві гілки: східну та західну.
Західносемітські мови складаються з чітко визначених підгруп: сучасної південноаравійської, давньої південноаравійської, ефіосемітської, арабської та північно-західносемітської (сюди входять іврит, арамейська та вимерлі аморейські та угаритська мови).
Тим часом до східносемітських мов входять вимерлі еблаїтська та аккадська мови.
Ефіосемітські та південноаравійські мови мають спільні риси, і їх часто об’єднують у південносемітську підгрупу. Точна класифікація арабської мови в межах семітської мовної сім'ї і досі є предметом дискусій. У старішій класифікації вона належить до південносемітської підгрупи. Однак Хетцрон і Хюнергард тісніше пов'язують її з північно-західними семітськими мовами, і таким чином вони утворюють центральносемітську групу. Деякі семітисти додержуються давнішої класифікації, заснованої на відмінній рисі розбитої множини. Деякі лінгвісти також стверджують, що етеокіпрська мова була північно-західною семітською мовою, якою розмовляли на стародавньому Кіпрі.